# Plaffeien

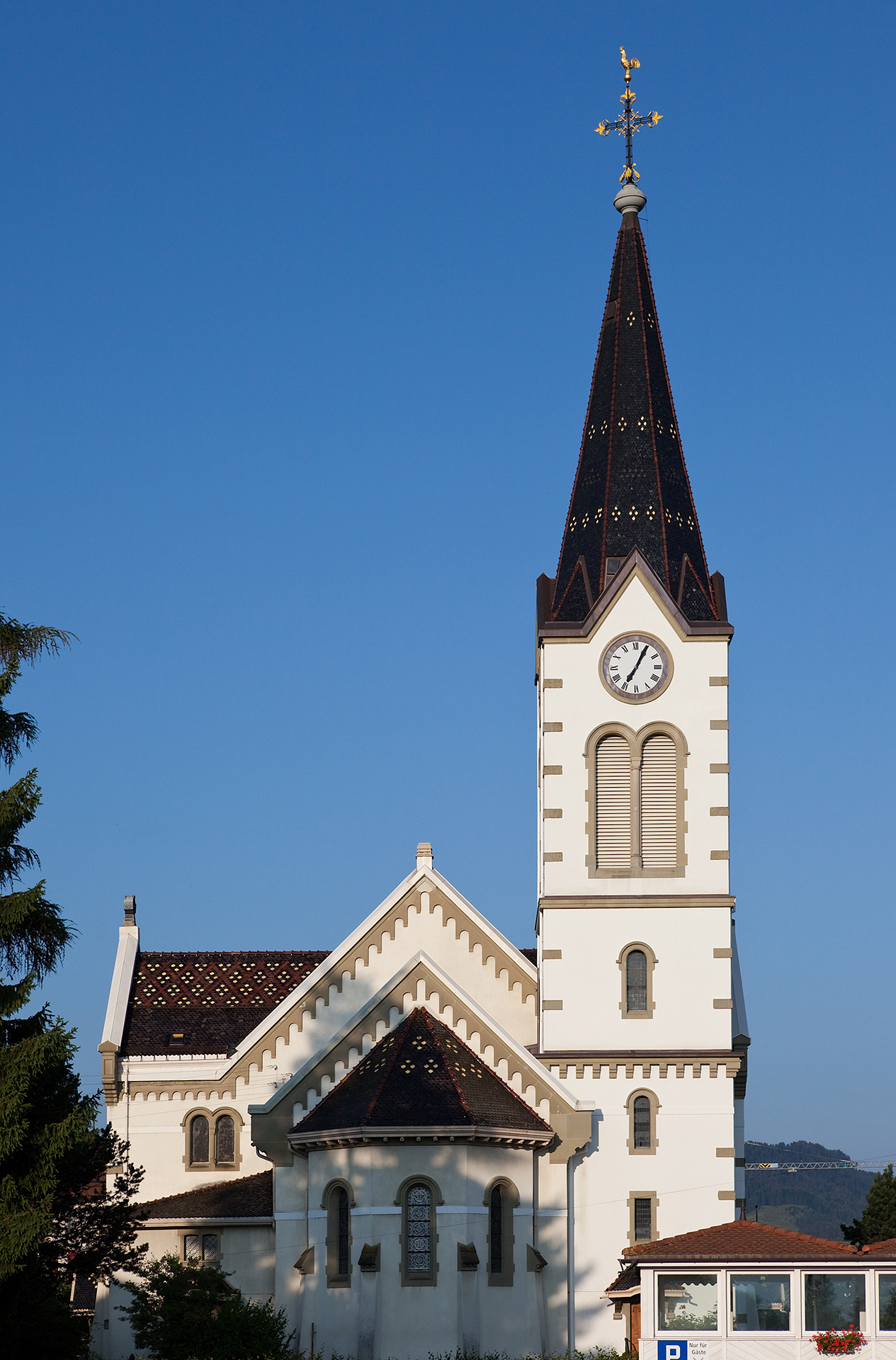
Kyrkan i Plaffeien.

Plaffeien (franska: Planfayon) är en ort och kommun i distriktet Sense i kantonen Fribourg i Schweiz. Kommunen hade 3 668 invånare (2023). Kommunen gränsar till kantonen Bern.
Den 1 januari 2017 inkorporerades kommunerna Oberschrot och Zumholz in i Plaffeien.